# Некласифіковане вугілля
Некласифіковане вугілля (рос. неклассифицированный уголь, англ. unclassified coal, ungraded coal, нім. nichtklassifizierte Kohle f) — вугілля, що надходить на збагачення без розділення на машинні класи. Застосовують відсадку Н.в. крупністю 0 — 80 або 0 — 100 мм легкої та середньої збагачуваності.